# Estádio Shizuoka Ecopa
O Estádio Shizuoka Ecopa (japonês: 静岡スタジアム・エコパ, Hepburn: Shizuoka Sutajiamu Ekopa) é um estádio localizado na cidade de Fukuroi, província de Shizuoka, no Japão.
Inaugurado em março de 2001, o estádio tem capacidade em torno de 50 000 torcedores e conta com uma pista de atletismo. Recebeu alguns jogos da Copa do Mundo de 2002. O Ecopa também foi um dos estádios sede da Copa do Mundo de Rúgbi de 2019.
Embora esteja localizado numa província onde o futebol tem grande popularidade, o estádio Ecopa acabou ficando subutilizado com o passar dos anos, sendo considerado um "elefante branco". Os dois principais times da região, Júbilo Iwata e Shimizu S-Pulse possuem seus próprios estádios, e preferiram não se mudar. O Shimizu não joga desde 2015 no Ecopa; o Júbilo ainda disputa anualmente algumas partidas com maior expectativa de público.

## Jogos da Copa do Mundo de 2002
- 11 de Junho: Grupo E -  Camarões 0–2  Alemanha[4]
- 14 de Junho: Grupo H -  Bélgica 3–2  Rússia[4]
- 21 de Junho: Quartas de Final -  Inglaterra 1–2  Brasil[4]